# Epiphractis
Epiphractis é um gênero de traça pertencente à família Agonoxenidae.